# Llista de seleccions del Campionat d'Europa de Futbol sub-21 de la UEFA 2007
Seleccions del Campionat d'Europa de Futbol sub-21 de la UEFA 2007.

## Grup A

### Bèlgica
Seleccionador: Jean-François De Sart
| Dorsal | Posició     | Jugador              | Data de naixement/edat | Partits | Gols        | Club                   |
| ------ | ----------- | -------------------- | ---------------------- | ------- | ----------- | ---------------------- |
| 1      | Porter      | Logan Bailly         | 27 de desembre, 1985   |         | {{{goals}}} | K.R.C. Genk            |
| 2      | Defensa     | Sepp De Roover       | 12 de novembre, 1984   |         | {{{goals}}} | Sparta Rotterdam       |
| 3      | Defensa     | Steve Colpaert       | 13 de setembre, 1986   |         | {{{goals}}} | FC Brussels            |
| 4      | Defensa     | Thomas Vermaelen     | 14 de novembre, 1985   |         | {{{goals}}} | AFC Ajax               |
| 5      | Defensa     | Landry Mulemo        | 17 de setembre, 1986   |         | {{{goals}}} | K. Sint-Truidense V.V. |
| 6      | Defensa     | Nicolas Lombaerts    | 20 de març, 1985       |         | {{{goals}}} | AA Gent                |
| 7      | Migcampista | Killian Overmeire    | 6 de desembre, 1985    |         | {{{goals}}} | KSC Lokeren            |
| 8      | Migcampista | Faris Haroun         | 22 de setembre, 1985   |         | {{{goals}}} | K.R.C. Genk            |
| 9      | Davanter    | Kevin Mirallas       | 5 d'octubre, 1987      |         | {{{goals}}} | Lille OSC              |
| 10     | Migcampista | Jan Vertonghen       | 24 d'abril, 1987       |         | {{{goals}}} | AFC Ajax               |
| 11     | Migcampista | Maarten Martens      | 2 de juliol, 1984      |         | {{{goals}}} | AZ                     |
| 12     | Porter      | Frank Boeckx         | 27 de setembre, 1986   |         | {{{goals}}} | K. Sint-Truidense V.V. |
| 13     | Defensa     | Guillaume Gillet     | 9 de març, 1984        |         | {{{goals}}} | AA Gent                |
| 14     | Davanter    | Tom De Mul           | 4 de març, 1986        |         | {{{goals}}} | AFC Ajax               |
| 15     | Defensa     | Sebastien Pocognoli  | 1 d'agost, 1987        |         | {{{goals}}} | K.R.C. Genk            |
| 16     | Davanter    | Tom De Sutter        | 3 de juliol, 1985      |         | {{{goals}}} | Cercle Brugge          |
| 17     | Migcampista | Marouane Fellaini    | 22 de novembre, 1987   |         | {{{goals}}} | Standard Liège         |
| 18     | Defensa     | Laurent Ciman        | 5 d'agost, 1985        |         | {{{goals}}} | R. Charleroi S.C.      |
| 19     | Davanter    | Stijn De Smet        | 27 de març, 1985       |         | {{{goals}}} | Cercle Brugge          |
| 20     | Defensa     | Anthony Vanden Borre | 24 d'octubre, 1987     |         | {{{goals}}} | R.S.C. Anderlecht      |
| 21     | Porter      | Michaël Cordier      | 27 de març, 1984       |         | {{{goals}}} | FC Brussels            |
| 22     | Migcampista | Jonathan Blondel     | 3 d'abril 1984         |         | {{{goals}}} | Club Brugge K.V.       |
| 23     | Migcampista | Axel Witsel          | 12 de gener, 1989      |         | {{{goals}}} | Standard Liège         |

### Israel
Seleccionador: Guy Levy
| Dorsal | Posició     | Jugador          | Data de naixement/edat | Partits | Gols        | Club                |
| ------ | ----------- | ---------------- | ---------------------- | ------- | ----------- | ------------------- |
| 1      | Porter      | Ohad Levita      | 17 de febrer, 1986     |         | {{{goals}}} | Hapoel Kfar Saba    |
| 2      | Defensa     | Yuval Spungin    | 3 d'abril, 1987        |         | {{{goals}}} | Maccabi Tel Aviv    |
| 3      | Defensa     | Eliran Danin     | 29 de març, 1984       |         | {{{goals}}} | Beitar Jerusalem    |
| 4      | Defensa     | Shai Maimon      | 18 de març, 1986       |         | {{{goals}}} | Maccabi Haifa       |
| 5      | Defensa     | Dekel Keinan     | 15 de setembre, 1984   |         | {{{goals}}} | Maccabi Haifa       |
| 6      | Migcampista | Lior Jan         | 24 d'octubre, 1987     |         | {{{goals}}} | Maccabi Tel Aviv    |
| 7      | Migcampista | Idan Srur        | 5 d'octubre 1986       |         | {{{goals}}} | Hapoel Petah Tikva  |
| 8      | Migcampista | Aviram Bruchyan  | 20 de maig, 1985       |         | {{{goals}}} | Beitar Jerusalem    |
| 9      | Davanter    | Barak Yitzhaki   | 25 de setembre, 1984   |         | {{{goals}}} | Beitar Jerusalem    |
| 10     | Davanter    | Toto Tamuz       | 4 de gener, 1988       |         | {{{goals}}} | Beitar Jerusalem    |
| 11     | Davanter    | Omer Peretz      | 26 de gener, 1986      |         | {{{goals}}} | Maccabi Tel Aviv    |
| 12     | Defensa     | Rami Duani       | 25 de maig, 1987       |         | {{{goals}}} | Hapoel Tel Aviv     |
| 13     | Defensa     | Nitzan Damari    | 13 de gener, 1987      |         | {{{goals}}} | Maccabi Petah Tikva |
| 14     | Davanter    | Shlomi Arbeitman | 14 de maig, 1985       |         | {{{goals}}} | Maccabi Haifa       |
| 15     | Defensa     | Naor Peser       | 18 d'octubre, 1985     |         | {{{goals}}} | Maccabi Petah Tikva |
| 16     | Davanter    | Amit Ben-Shushan | 20 de març, 1985       |         | {{{goals}}} | Beitar Jerusalem    |
| 17     | Davanter    | Ben Sahar        | 10 d'agost, 1989       |         | {{{goals}}} | Chelsea             |
| 18     | Porter      | Tom Almadon      | 30 de novembre, 1984   |         | {{{goals}}} | Maccabi Haifa       |
| 19     | Defensa     | Dani Bondar      | 7 de febrer, 1987      |         | {{{goals}}} | Hapoel Tel Aviv     |
| 20     | Migcampista | Amir Taga        | 1 de febrer, 1985      |         | {{{goals}}} | Maccabi Netanya     |
| 21     | Migcampista | Shiran Yeini     | 18 de desembre, 1986   |         | {{{goals}}} | Maccabi Tel Aviv    |
| 22     | Migcampista | Lior Refaelov    | 26 d'abril, 1986       |         | {{{goals}}} | Maccabi Haifa       |
| 23     | Porter      | Yossi Shekel     | 24 de setembre, 1984   |         | {{{goals}}} | Maccabi Herzliya    |

### Països Baixos
Seleccionador: Foppe de Haan
| Dorsal | Posició     | Jugador               | Data de naixement/edat | Partits | Gols        | Club             |
| ------ | ----------- | --------------------- | ---------------------- | ------- | ----------- | ---------------- |
| 1      | Porter      | Boy Waterman          | 24 de gener, 1984      |         | {{{goals}}} | SC Heerenveen    |
| 2      | Defensa     | Gianni Zuiverloon     | 30 de desembre, 1985   |         | {{{goals}}} | SC Heerenveen    |
| 3      | Defensa     | Ron Vlaar             | 16 de febrer, 1985     |         | {{{goals}}} | Feyenoord        |
| 4      | Defensa     | Arnold Kruiswijk      | 2 de novembre, 1984    |         | {{{goals}}} | FC Groningen     |
| 5      | Defensa     | Erik Pieters          | 7 d'agost, 1988        |         | {{{goals}}} | FC Utrecht       |
| 6      | Migcampista | Hedwiges Maduro       | 13 de febrer, 1985     |         | {{{goals}}} | AFC Ajax         |
| 7      | Davanter    | Julian Jenner         | 28 de febrer, 1984     |         | {{{goals}}} | AZ               |
| 8      | Defensa     | Royston Drenthe       | 8 d'abril, 1987        |         | {{{goals}}} | Feyenoord        |
| 9      | Davanter    | Ryan Babel            | 19 de desembre, 1986   |         | {{{goals}}} | AFC Ajax         |
| 10     | Migcampista | Ismail Aissati        | 16 d'agost 1988        |         | {{{goals}}} | PSV Eindhoven    |
| 11     | Davanter    | Daniël de Ridder      | 6 de març, 1984        |         | {{{goals}}} | Celta de Vigo    |
| 12     | Migcampista | Luigi Bruins          | 8 de març, 1987        |         | {{{goals}}} | Excelsior        |
| 13     | Davanter    | Maceo Rigters         | 22 de gener, 1984      |         | {{{goals}}} | NAC Breda        |
| 14     | Davanter    | Roy Beerens           | 22 de desembre, 1987   |         | {{{goals}}} | PSV Eindhoven    |
| 15     | Migcampista | Robbert Schilder      | 18 d'abril, 1986       |         | {{{goals}}} | AFC Ajax         |
| 16     | Porter      | Kenneth Vermeer       | 10 de gener, 1986      |         | {{{goals}}} | AFC Ajax         |
| 17     | Migcampista | Haris Medunjanin      | 8 de març, 1985        |         | {{{goals}}} | AZ               |
| 18     | Defensa     | Ryan Donk             | 5 d'agost, 1985        |         | {{{goals}}} | AZ               |
| 19     | Defensa     | Calvin Jong-a-Pin     | 18 de juliol, 1986     |         | {{{goals}}} | SC Heerenveen    |
| 20     | Davanter    | Tim Janssen           | 6 de març, 1986        |         | {{{goals}}} | RKC Waalwijk     |
| 21     | Defensa     | Frank van der Struijk | 28 de març, 1985       |         | {{{goals}}} | Willem II        |
| 22     | Migcampista | Otman Bakkal          | 27 de febrer, 1985     |         | {{{goals}}} | PSV Eindhoven    |
| 23     | Porter      | Tim Krul              | 3 d'abril, 1988        |         | {{{goals}}} | Newcastle United |

### Portugal
Seleccionador: José Couceiro
| Dorsal | Posició     | Jugador               | Data de naixement/edat | Partits | Gols        | Club              |
| ------ | ----------- | --------------------- | ---------------------- | ------- | ----------- | ----------------- |
| 1      | Porter      | Paulo Ribeiro         | 6 de juny, 1984        |         | {{{goals}}} | Porto             |
| 2      | Defensa     | Eurípedes Amoreirinha | 5 d'agost, 1984        |         | {{{goals}}} | Benfica           |
| 3      | Defensa     | João Pereira          | 25 de febrer, 1984     |         | {{{goals}}} | Gil Vicente       |
| 4      | Migcampista | Miguel Veloso         | 11 de maig, 1986       |         | {{{goals}}} | Sporting          |
| 5      | Defensa     | José Semedo           | 11 de gener, 1985      |         | {{{goals}}} | Sporting          |
| 6      | Migcampista | Sérgio Organista      | 26 d'agost, 1984       |         | {{{goals}}} | Pontevedra        |
| 7      | Migcampista | Filipe Oliveira       | 27 de maig, 1984       |         | {{{goals}}} | Marítimo          |
| 8      | Migcampista | Manuel Fernandes      | 5 de febrer 1986       |         | {{{goals}}} | Benfica           |
| 9      | Davanter    | Hugo Almeida          | 23 de maig, 1984       |         | {{{goals}}} | Porto             |
| 10     | Migcampista | João Moutinho         | 8 de setembre, 1986    |         | {{{goals}}} | Sporting          |
| 11     | Defensa     | José Gonçalves        | 17 de setembre, 1985   |         | {{{goals}}} | Kaunas            |
| 12     | Porter      | Ricardo Batista       | 19 de novembre, 1986   |         | {{{goals}}} | Fulham            |
| 13     | Defensa     | Rolando               | 31 d'agost, 1985       |         | {{{goals}}} | Belenenses        |
| 14     | Migcampista | Paulo Machado         | 31 de març, 1986       |         | {{{goals}}} | Porto             |
| 15     | Migcampista | Ruben Amorim          | 27 de gener, 1985      |         | {{{goals}}} | Belenenses        |
| 16     | Davanter    | João Moreira          | 7 de febrer, 1986      |         | {{{goals}}} | Valencia CF B     |
| 17     | Davanter    | Ricardo Vaz Té        | 1 d'octubre, 1986      |         | {{{goals}}} | Bolton Wanderers  |
| 18     | Davanter    | Nani                  | 17 de novembre, 1986   |         | {{{goals}}} | Sporting          |
| 19     | Davanter    | Silvestre Varela      | 2 de febrer, 1985      |         | {{{goals}}} | Sporting          |
| 20     | Davanter    | Yannick Djaló         | 5 de maig, 1986        |         | {{{goals}}} | Sporting          |
| 21     | Defensa     | Antunes               | 1 d'abril, 1987        |         | {{{goals}}} | Paços de Ferreira |
| 22     | Defensa     | Manuel da Costa       | 6 de maig, 1986        |         | {{{goals}}} | PSV               |
| 23     | Porter      | João Botelho          | 22 de setembre, 1985   |         | {{{goals}}} | Santa Clara       |

## Grup B

### República Txeca
Seleccionador: Ladislav Škorpil
| Dorsal | Posició     | Jugador            | Data de naixement/edat | Partits | Gols        | Club                                                              |
| ------ | ----------- | ------------------ | ---------------------- | ------- | ----------- | ----------------------------------------------------------------- |
| 1      | Porter      | Zdeněk Zlámal      | 5 de novembre, 1985    |         | {{{goals}}} | Plantilla:Country data the Czech Republic Tescoma Zlín            |
| 2      | Defensa     | Josef Kaufman      | 27 de març, 1984       |         | {{{goals}}} | Plantilla:Country data the Czech Republic Teplice                 |
|        | Defensa     | Martin Kuncl       | 1 d'abril, 1984        |         | {{{goals}}} | Plantilla:Country data the Czech Republic Brno                    |
| 4      | Defensa     | Roman Hubník       | 6 de juny, 1984        |         | {{{goals}}} | FC Moskva                                                         |
| 5      | Defensa     | Michal Kadlec      | 13 de desembre, 1984   |         | {{{goals}}} | Plantilla:Country data the Czech Republic Sparta Praha            |
| 6      | Migcampista | Luboš Hušek        | 26 de gener, 1984      |         | {{{goals}}} | Plantilla:Country data the Czech Republic Sparta Praha            |
| 7      | Migcampista | Daniel Kolář       | 27 d'octubre, 1985     |         | {{{goals}}} | Plantilla:Country data the Czech Republic Sparta Praha            |
| 8      | Migcampista | Tomáš Jirsák       | 29 de juny, 1984       |         | {{{goals}}} | Plantilla:Country data the Czech Republic Teplice                 |
| 9      | Davanter    | Tomáš Krbeček      | 27 d'octubre, 1985     |         | {{{goals}}} | Plantilla:Country data the Czech Republic Viktoria Plzeň          |
| 10     | Davanter    | Jan Holenda        | 22 d'agost, 1985       |         | {{{goals}}} | Plantilla:Country data the Czech Republic Dynamo České Budějovice |
| 11     | Migcampista | Daniel Pudil       | 27 de setembre 1985    |         | {{{goals}}} | Plantilla:Country data the Czech Republic Slovan Liberec          |
| 12     | Migcampista | Michal Švec        | 19 de març, 1987       |         | {{{goals}}} | Plantilla:Country data the Czech Republic Slavia Praha            |
| 13     | Defensa     | Martin Klein       | 2 de juliol 1984       |         | {{{goals}}} | Plantilla:Country data the Czech Republic Teplice                 |
| 14     | Davanter    | Michal Papadopulos | 14 d'abril, 1985       |         | {{{goals}}} | Bayer 04 Leverkusen                                               |
| 15     | Migcampista | František Rajtoral | 12 de març, 1986       |         | {{{goals}}} | Plantilla:Country data the Czech Republic Baník Ostrava           |
| 16     | Porter      | Josef Kubásek      | 6 de maig, 1985        |         | {{{goals}}} | Plantilla:Country data the Czech Republic Baník Sokolov           |
| 17     | Defensa     | Jiří Kladrubský    | 19 de novembre, 1985   |         | {{{goals}}} | Plantilla:Country data the Czech Republic Dynamo České Budějovice |
| 18     | Davanter    | Jan Kysela         | 17 de desembre, 1985   |         | {{{goals}}} | Plantilla:Country data the Czech Republic Mladá Boleslav          |
| 19     | Davanter    | Martin Fillo       | 7 de febrer, 1986      |         | {{{goals}}} | Plantilla:Country data the Czech Republic Viktoria Plzeň          |
|        | Migcampista | Filip Rýdel        | 30 de març, 1984       |         | {{{goals}}} | Plantilla:Country data the Czech Republic Sigma Olomouc           |
| 21     | Defensa     | Milan Kopic        | 23 de novembre, 1984   |         | {{{goals}}} | Plantilla:Country data the Czech Republic Mladá Boleslav          |
| 22     | Davanter    | Jan Blažek         | 20 de març, 1988       |         | {{{goals}}} | Plantilla:Country data the Czech Republic Slovan Liberec          |
| 23     | Porter      | Milan Švenger      | 6 de juliol, 1986      |         | {{{goals}}} | Plantilla:Country data the Czech Republic Zenit Čáslav            |

### Anglaterra
Seleccionador: Stuart Pearce
| Dorsal | Posició     | Jugador           | Data de naixement/edat | Partits | Gols | Club              |
| ------ | ----------- | ----------------- | ---------------------- | ------- | ---- | ----------------- |
| 1      | Porter      | Scott Carson      | 3 de setembre, 1985    | 25      | 0    | Liverpool         |
| 2      | Defensa     | Justin Hoyte      | 20 de novembre, 1984   | 14      | 1    | Arsenal           |
| 3      | Defensa     | Leighton Baines   | 11 de desembre, 1984   | 12      | 1    | Wigan Athletic    |
| 4      | Defensa     | Steven Taylor     | 23 de gener, 1986      | 15      | 4    | Newcastle United  |
| 5      | Defensa     | Anton Ferdinand   | 18 de febrer, 1985     | 16      | 0    | West Ham United   |
| 6      | Defensa     | Gary Cahill       | 19 de desembre, 1985   | 2       | 0    | Aston Villa       |
| 7      | Migcampista | Nigel Reo-Coker   | 14 de maig, 1984       | 19      | 1    | West Ham United   |
| 9      | Migcampista | Kieran Richardson | 21 d'octubre, 1984     | 9       | 1    | Manchester United |
| 10     | Davanter    | David Nugent      | 2 de maig, 1985        | 10      | 3    | Preston North End |
| 11     | Davanter    | Ashley Young      | 9 de juliol, 1985      | 7       | 0    | Aston Villa       |
| 12     | Migcampista | Wayne Routledge   | 7 de gener, 1985       | 10      | 1    | Tottenham Hotspur |
| 13     | Porter      | Joe Hart          | 19 d'abril, 1987       | 2       | 0    | Manchester City   |
| 14     | Defensa     | Liam Rosenior     | 9 de juliol, 1984      | 6       | 0    | Fulham            |
| 15     | Migcampista | James Milner      | 4 de gener, 1986       | 24      | 2    | Newcastle United  |
| 16     | Davanter    | Leroy Lita        | 28 de desembre, 1984   | 5       | 3    | Reading           |
| 17     | Migcampista | Tom Huddlestone   | 28 de desembre, 1986   | 16      | 1    | Tottenham Hotspur |
| 18     | Migcampista | Mark Noble        | 8 de maig, 1987        | 1       | 0    | West Ham United   |
| 19     | Davanter    | Matt Derbyshire   | 14 d'abril, 1986       | 2       | 1    | Blackburn Rovers  |
| 20     | Defensa     | Nedum Onuoha      | 12 de novembre, 1986   | 4       | 0    | Manchester City   |
| 21     | Davanter    | James Vaughan     | 14 de juliol, 1988     | 0       | 0    | Everton           |
| 22     | Porter      | Ben Alnwick       | 1 de gener, 1987       | 0       | 0    | Tottenham Hotspur |
| 23     | Defensa     | Peter Whittingham | 8 de setembre, 1984    | 16      | 3    | Cardiff City      |

David Bentley va ser convocat però el 7 de juny va deixar la selecció.

### Itàlia
Seleccionador: Pierluigi Casiraghi
| Dorsal | Posició     | Jugador            | Data de naixement/edat | Partits | Gols | Club              |
| ------ | ----------- | ------------------ | ---------------------- | ------- | ---- | ----------------- |
| 1      | Porter      | Gianluca Curci     | 12 de juliol, 1985     |         |      | Roma              |
| 2      | Defensa     | Marco Andreolli    | 10 de juny, 1986       |         |      | Internazionale    |
| 3      | Defensa     | Giorgio Chiellini  | 14 d'agost, 1984       |         |      | Juventus          |
| 4      | Migcampista | Antonio Nocerino   | 9 d'abril, 1985        |         |      | Piacenza          |
| 5      | Defensa     | Andrea Mantovani   | 22 de juny, 1984       |         |      | Chievo            |
| 6      | Defensa     | Marco Motta        | 14 de maig, 1986       |         |      | Udinese           |
| 7      | Migcampista | Riccardo Montolivo | 18 de gener, 1985      |         |      | Fiorentina        |
| 8      | Migcampista | Alberto Aquilani   | 7 de juliol, 1984      |         |      | Roma              |
| 9      | Davanter    | Giampaolo Pazzini  | 2 d'agost, 1984        |         |      | Fiorentina        |
| 10     | Migcampista | Alessandro Rosina  | 31 de gener, 1984      |         |      | Torino            |
| 11     | Davanter    | Giuseppe Rossi     | 1 de febrer, 1987      |         |      | Manchester United |
| 12     | Porter      | Emiliano Viviano   | 1 de desembre, 1985    |         |      | Brescia           |
| 13     | Defensa     | Andrea Coda        | 25 d'abril, 1985       |         |      | Udinese           |
| 14     | Defensa     | Domenico Criscito  | 30 de desembre, 1986   |         |      | Juventus          |
| 15     | Defensa     | Michele Canini     | 5 de juny, 1985        |         |      | Cagliari          |
| 16     | Migcampista | Daniele Dessena    | 10 de maig, 1987       |         |      | Parma             |
| 17     | Defensa     | Andrea Raggi       | 24 de juny, 1984       |         |      | Empoli            |
| 18     | Migcampista | Simone Padoin      | 18 de març, 1984       |         |      | Vicenza           |
| 19     | Davanter    | Graziano Pellè     | 15 de juliol, 1985     |         |      | Lecce             |
| 20     | Davanter    | Raffaele Palladino | 17 d'abril, 1984       |         |      | Juventus          |
| 21     | Migcampista | Andrea Lazzari     | 3 de desembre, 1984    |         |      | Atalanta          |
| 22     | Porter      | Andrea Consigli    | 27 de gener, 1987      |         |      | Atalanta          |
| 23     | Migcampista | Luca Cigarini      | 20 de juny, 1986       |         |      | Parma             |

### Sèrbia
Seleccionador: Miroslav Đukić
| Dorsal | Posició     | Jugador            | Data de naixement/edat | Partits | Gols | Club                  |
| ------ | ----------- | ------------------ | ---------------------- | ------- | ---- | --------------------- |
| 1      | Porter      | Damir Kahriman     | 19 de novembre, 1985   |         |      | FK Vojvodina          |
| 2      | Defensa     | Branislav Ivanović | 22 de febrer, 1984     |         |      | Lokomotiv Moscow      |
| 3      | Defensa     | Antonio Rukavina   | 26 de gener, 1984      |         |      | FK Partizan           |
| 4      | Defensa     | Nemanja Rnić       | 30 de setembre, 1984   |         |      | FK Partizan           |
| 5      | Defensa     | Gojko Kačar        | 30 de desembre, 1986   |         |      | FK Vojvodina          |
| 6      | Defensa     | Aleksandar Kolarov | 10 de novembre, 1985   |         |      | OFK Beograd           |
| 7      | Migcampista | Milan Smiljanić    | 19 de novembre, 1986   |         |      | FK Partizan           |
| 8      | Migcampista | Boško Janković     | 1 de març, 1984        |         |      | RCD Mallorca          |
| 9      | Davanter    | Đorđe Rakić        | 31 d'octubre, 1985     |         |      | OFK Beograd           |
| 10     | Migcampista | Dejan Milovanović  | 21 de gener, 1984      |         |      | Estrella Roja Belgrad |
| 11     | Defensa     | Duško Tošić        | 19 de gener, 1985      |         |      | FC Sochaux            |
| 12     | Porter      | Igor Stefanović    | 12 d'abril, 1988       |         |      | FK Zemun              |
| 13     | Migcampista | Nikola Drinčić     | 7 de setembre, 1984    |         |      | Amkar Perm            |
| 14     | Migcampista | Stefan Babović     | 7 de gener, 1987       |         |      | OFK Beograd           |
| 15     | Migcampista | Predrag Pavlović   | 19 de juny, 1986       |         |      | FK Napredak Kruševac  |
| 16     | Migcampista | Đorđe Ivelja       | 30 de juny, 1984       |         |      | OFK Beograd           |
| 17     | Migcampista | Miloš Krasić       | 1 de novembre, 1984    |         |      | CSKA Moscow           |
| 18     | Davanter    | Dragan Mrdja       | 23 de gener, 1984      |         |      | Lierse                |
| 19     | Defensa     | Dušan Basta        | 18 d'agost, 1984       |         |      | Estrella Roja Belgrad |
| 20     | Defensa     | Slobodan Rajković  | 3 de febrer, 1989      |         |      | OFK Beograd           |
| 21     | Migcampista | Zoran Tošić        | 18 de gener, 1985      |         |      | FK Banat Zrenjanin    |
| 22     | Defensa     | Nikola Petković    | 31 de gener, 1984      |         |      | FK Vojvodina          |
| 23     | Porter      | Aleksandar Kesić   | 18 d'agost, 1987       |         |      | FK Mladost Apatin     |